# Абрахам, Спенсер
Эдвард Спенсер Абрахам (англ. Edward Spencer Abraham; род. 12 июня 1952 году, Ист-Лансинг, Мичиган) — американский политический и государственный деятель, представлявший штат Мичиган в Сенате США с 1995 по 2001 год. Был министром энергетики США с 2001 по 2005 года. Член Республиканской партии.

## Биография
В 1974 году окончил Университет штата Мичиган. Получил юридическое образование в 1978 году в Гарвардской школе права. Был главой республиканцев в штате Мичиган с 1983 по 1989 год.
В 2001 году Джордж Буш-младший назначил Абрахама министром энергетики США. В 2004 году посол Ливана Фарид Аббуд наградил Абрахама Национальным орденом Кедра. 
В 2016 году он был избран в Совет попечителей Калифорнийского технологического института.
Абрахам православный, ливанского происхождения.